# Зотов, Иван Семёнович
Иван Семёнович Зотов (12 января 1919 — 16 августа 1982) — механик-водитель танка 66-й гвардейской танковой бригады (12-й гвардейский танковый корпус, 2-й гвардейская танковая армия, 1-й Белорусский фронт), гвардии старший сержант. Герой Советского Союза.

## Биография
Родился 12 января 1919 года в деревне Кочуро-Выселки в семье крестьянина. Русский. Окончил начальную школу.
В армии с 1939. На фронтах Великой Отечественной войны с июня 1941. Войну закончил в должности механика-водителя 66-й гвардейской танковой бригады. 21 января 1945 года в боях за город Иновроцлав (Польша), действуя в составе танкового взвода, одним из первых проник в расположение врага. Умело маневрируя, раздавил 8 пушек и 5 пулемётных гнёзд вместе с расчётами. Его танк был подожжён, весь экипаж, кроме него, выведен из строя, но И. С. Зотов сумел сохранить машину и погасить огонь.
За мужество и героизм, проявленные в боях, гвардии старшему сержанту Зотову Ивану Семёновичу 27 февраля 1945 года присвоено звание Героя Советского Союза с вручением ордена Ленина и медали «Золотая Звезда» (№ 5728).
После войны продолжал службу в армии. Демобилизован в 1948.
Жил в Москве. Умер 16 августа 1982 года. Похоронен в Москве, на Химкинском кладбище.

## Награды
- Медаль «Золотая Звезда».
- Орден Ленина.
- Орден Красной Звезды.
- Медали.